# Allophyllum
Allophyllum es un género  de plantas fanerógamas de la familia Polemoniaceae. Comprende diez especies descritas y de estas, solo cinco aceptadas.

## Descripción
Estas plantas son peludas, glandulares, anuales con altos y delgados tallos ramificados cubiertos con racimos de pequeñas flores tubulares en distintos tonos de color morado.  Algunas de las plantas son pegajosas, y todas las semillas se convierten en pegajosas cuando están mojadas. Son nativas de América del Norte occidental. 

## Taxonomía
El género fue descrito por (Nutt.) A.D.Grant & V.E.Grant y publicado en Aliso 3: 98. 1955. La especie tipo es: Dicrocaulon pearsonii N.E. Br. 
Etimología
Allophyllum: nombre genérico que deriva de las palabras griegas:  allos =  "diversa" y phyllum = "hojas"

## Especies aceptadas
A continuación se brinda un listado de las especies del género Allophyllum aceptadas hasta octubre de 2014, ordenadas alfabéticamente. Para cada una se indica el nombre binomial seguido del autor, abreviado según las convenciones y usos. 
- Allophyllum divaricatum
- Allophyllum gilioides
- Allophyllum glutinosum
- Allophyllum integrifolium
- Allophyllum nemophilophyllum